# Persephonaster sewelli
Persephonaster sewelli är en sjöstjärneart som beskrevs av Macan 1938. Persephonaster sewelli ingår i släktet Persephonaster och familjen kamsjöstjärnor.
Artens utbredningsområde är Tanzania. Inga underarter finns listade i Catalogue of Life.